# Boxe nos Jogos Pan-Americanos de 2019
As competições boxe nos Jogos Pan-Americanos de 2019 foram realizadas na Villa Desportiva Regional de  Callao , entre 27 de julho e 2 de agosto, no Coliseu Miguel Grau . Foram disputadas dez categorias de peso no masculino e cinco categorias no feminino.

## Calendário
| Julho/Agosto | 24 | 25 | 26 | 27 | 28 | 29 | 30 | 31 | 1 | 2 | 3 | 4 | 5 | 6 | 7 | 8 | 9 | 10 | 11 |
| ------------ | -- | -- | -- | -- | -- | -- | -- | -- | - | - | - | - | - | - | - | - | - | -- | -- |
| Boxe         |    |    |    |    |    |    |    |    | 8 | 7 |   |   |   |   |   |   |   |    |    |

|  | Dia de competição |  | Dia de final |

## Medalhistas
Masculino
| Evento                           | Ouro                                   | Prata                                         | Bronze                                    |
| -------------------------------- | -------------------------------------- | --------------------------------------------- | ----------------------------------------- |
| Peso mosca-ligeiro detalhes      | Óscar Collazo PUR Porto Rico           | Yuberjén Martínez COL Colômbia                | Kevin Arias NCA Nicarágua                 |
| Peso mosca-ligeiro detalhes      | Óscar Collazo PUR Porto Rico           | Yuberjén Martínez COL Colômbia                | Damián Arce CUB Cuba                      |
| Peso mosca detalhes              | Rodrigo Marte DOM República Dominicana | Yosvany Veitía CUB Cuba                       | Yankiel Rivera PUR Porto Rico             |
| Peso mosca detalhes              | Rodrigo Marte DOM República Dominicana | Yosvany Veitía CUB Cuba                       | Ramón Quiroga ARG Argentina               |
| Peso galo detalhes               | Osvel Caballero CUB Cuba               | Duke Ragan USA Estados Unidos                 | Lucas Fernández URU Uruguai               |
| Peso galo detalhes               | Osvel Caballero CUB Cuba               | Duke Ragan USA Estados Unidos                 | Alexy De La Cruz DOM República Dominicana |
| Peso leve detalhes               | Lázaro Álvarez CUB Cuba                | Leonel de los Santos DOM República Dominicana | Leodan Pezo PER Peru                      |
| Peso leve detalhes               | Lázaro Álvarez CUB Cuba                | Leonel de los Santos DOM República Dominicana | Luis Angel Cabrera VEN Venezuela          |
| Peso meio-médio-ligeiro detalhes | Andy Cruz CUB Cuba                     | Keyshawn Davis USA Estados Unidos             | Alston Ryan ANT Antígua e Barbuda         |
| Peso meio-médio-ligeiro detalhes | Andy Cruz CUB Cuba                     | Keyshawn Davis USA Estados Unidos             | Michael Alexander TRI Trinidad e Tobago   |
| Peso meio-médio detalhes         | Roniel Iglesias CUB Cuba               | Rohan Polanco DOM República Dominicana        | Delante Johnson USA Estados Unidos        |
| Peso meio-médio detalhes         | Roniel Iglesias CUB Cuba               | Rohan Polanco DOM República Dominicana        | Gabriel Maestre VEN Venezuela             |
| Peso médio detalhes              | Arlen López CUB Cuba                   | Hebert Carvalho BRA Brasil                    | Lesther Espino NCA Nicarágua              |
| Peso médio detalhes              | Arlen López CUB Cuba                   | Hebert Carvalho BRA Brasil                    | Troy Isley USA Estados Unidos             |
| Peso meio-pesado detalhes        | Julio César La Cruz CUB Cuba           | Keno Machado BRA Brasil                       | Nalek Korbaj VEN Venezuela                |
| Peso meio-pesado detalhes        | Julio César La Cruz CUB Cuba           | Keno Machado BRA Brasil                       | Rogelio Romero MEX México                 |
| Peso pesado detalhes             | Erislandy Savón CUB Cuba               | Julio Castillo ECU Equador                    | Abner Teixeira BRA Brasil                 |
| Peso pesado detalhes             | Erislandy Savón CUB Cuba               | Julio Castillo ECU Equador                    | José Lucar PER Peru                       |
| Peso super-pesado detalhes       | Dainier Pero CUB Cuba                  | Cristian Salcedo COL Colômbia                 | Ricardo Brown JAM Jamaica                 |
| Peso super-pesado detalhes       | Dainier Pero CUB Cuba                  | Cristian Salcedo COL Colômbia                 | Richard Torrez USA Estados Unidos         |

Feminino
| Evento                   | Ouro                            | Prata                             | Bronze                                       |
| ------------------------ | ------------------------------- | --------------------------------- | -------------------------------------------- |
| Peso mosca detalhes      | Ingrit Valencia COL Colômbia    | Virginia Fuchs USA Estados Unidos | Irismar Cardozo VEN Venezuela                |
| Peso mosca detalhes      | Ingrit Valencia COL Colômbia    | Virginia Fuchs USA Estados Unidos | Miguelina Hernández DOM República Dominicana |
| Peso galo detalhes       | Leonela Sánchez ARG Argentina   | Jucielen Romeu BRA Brasil         | Yeni Arias COL Colômbia                      |
| Peso galo detalhes       | Leonela Sánchez ARG Argentina   | Jucielen Romeu BRA Brasil         | Yarisel Ramirez USA Estados Unidos           |
| Peso leve detalhes       | Beatriz Ferreira BRA Brasil     | Dayana Sánchez ARG Argentina      | Rashida Ellis USA Estados Unidos             |
| Peso leve detalhes       | Beatriz Ferreira BRA Brasil     | Dayana Sánchez ARG Argentina      | Esmeralda Falcon MEX México                  |
| Peso meio-médio detalhes | Oshae Jones USA Estados Unidos  | Myriam Da Silva CAN Canadá        | Brianda Cruz MEX México                      |
| Peso meio-médio detalhes | Oshae Jones USA Estados Unidos  | Myriam Da Silva CAN Canadá        | Maria Moronta DOM República Dominicana       |
| Peso médio detalhes [a]  | Naomi Graham USA Estados Unidos | Tammara Thibeault CAN Canadá      | Flávia Figueiredo BRA Brasil                 |
| Peso médio detalhes [a]  | Naomi Graham USA Estados Unidos | Tammara Thibeault CAN Canadá      | Érika Pachito ECU Equador                    |

- a  Jessica Caicedo, da Colômbia, perdeu a medalha de ouro por violação de doping. [3]

## Quadro de medalhas
| Ordem | País                     | Medalha de ouro | Medalha de prata | Medalha de bronze |    |
| ----- | ------------------------ | --------------- | ---------------- | ----------------- | -- |
| 1     | CUB Cuba                 | 8               | 1                | 1                 | 10 |
| 2     | USA Estados Unidos       | 2               | 3                | 5                 | 10 |
| 3     | BRA Brasil               | 1               | 3                | 2                 | 6  |
| 4     | DOM República Dominicana | 1               | 2                | 3                 | 6  |
| 5     | COL Colômbia             | 1               | 2                | 1                 | 4  |
| 6     | ARG Argentina            | 1               | 1                | 1                 | 3  |
| 7     | PUR Porto Rico           | 1               |                  | 1                 | 2  |
| 8     | CAN Canadá               |                 | 2                |                   | 2  |
| 9     | ECU Equador              |                 | 1                | 1                 | 2  |
| 10    | VEN Venezuela            |                 |                  | 4                 | 4  |
| 11    | MEX México               |                 |                  | 3                 | 3  |
| 12    | NCA Nicarágua            |                 |                  | 2                 | 2  |
|       | PER Peru                 |                 |                  | 2                 | 2  |
| 14    | ANT Antígua e Barbuda    |                 |                  | 1                 | 1  |
|       | JAM Jamaica              |                 |                  | 1                 | 1  |
|       | TRI Trinidad e Tobago    |                 |                  | 1                 | 1  |
|       | URU Uruguai              |                 |                  | 1                 | 1  |
| TOTAL | TOTAL                    | 15              | 15               | 30                | 60 |